# Panique (film, 1946)
Pour les articles homonymes, voir Panique.
Pour plus de détails, voir Fiche technique et Distribution.
Panique est un film français réalisé par Julien Duvivier, présenté en septembre 1946 à la Mostra de Venise, sorti en France le 15 janvier 1947.

## Synopsis
On retrouve le cadavre de mademoiselle Noblet dans un terrain vague. La belle Alice dont l'amant, Alfred, est en réalité le coupable, fait dévier les soupçons sur monsieur Hire, un homme seul, introverti, bizarre et presque inquiétant. Alfred fait jouer à Alice un double jeu cruel, celui de  séduire Hire et de lui faire croire qu'elle est sensible à sa personnalité, afin de lui soutirer la preuve qu'il prétend avoir sur la culpabilité d'Alfred.
Ce dernier complète sa machination en semant des graines de soupçons dans l'esprit de quelques commerçants notoires, et toute la populace a tôt fait de désigner Hire comme le coupable. En un rien de temps, sous le coup de la vindicte populaire de petites gens méfiants et manipulables, tous cherchent à le retrouver pour le livrer à la police.

## Fiche technique
- Titre : Panique
- Réalisation : Julien Duvivier, assisté de Georges Régnier, Ilse Goldblatt
- Scénario : Julien Duvivier et Charles Spaak, d'après le roman de Georges Simenon, Les Fiançailles de monsieur Hire (1933)
  - Dialogues : Charles Spaak
- Musique : Jean Wiéner
  - Chanson : Jacques Ibert
- Photographie : Nicolas Hayer, assisté d'André Germain, Paul Souvestre et Claude-Noël Martin
- Montage : Marthe Poncin
- Direction technique : Ralph Habib
- Décors : Serge Piménoff
- Son : Joseph de Bretagne
- Maquillage : Acho Chakatouny
- Photographe de plateau : Raymond Voinquel
- Studio de tournage : Studios de la Victorine (Nice)
- Tirage et développement : Laboratoire G.M. Films
- Société de production : Filmsonor Société Anonyme
- Société de distribution : Connaissance du Cinéma/Les Acacias
- Pays de production :  France
- Langue originale : français
- Format : noir et blanc — 1,37:1 — 35 mm — son mono (RCA Photophone)
- Genre : drame, film policier, film noir
- Durée : 100 minutes (soit 2620 m)
- Dates de sortie : 
  - Italie : septembre 1946 (Mostra de Venise)
  - France : 15 janvier 1947
- Affiche : Marcel Jeanne[1]

## Distribution
- Michel Simon : Monsieur Hire - le docteur Varga
- Viviane Romance : Alice, la maîtresse d'Alfred
- Paul Bernard : Alfred, un voyou
- Charles Dorat : Michelet, le secrétaire du commissaire
- Lucas Gridoux : M. Fortin, le pharmacien
- Lita Recio : Marcelle, la prostituée
- Jenny Leduc : Irma
- Michèle Auvray : Mme Branchu
- Josiane Dorée : Mouchette
- Max Dalban : M. Capoulade, le boucher
- Madeleine Gidon : Mme Mathilde Capoulade
- Émile Drain : M. Breteuil, patron de l'hôtel Le petit caporal
- Guy Favières : M. Sauvage, le percepteur
- Louis Florencie : l'inspecteur Marcelin
- Marcel Perès : Cermanutti
- Louis Lions : Marco
- Michel Ardan : Fernand
- Jean-François Martial : M. Jérôme Joubert
- Robert Balpo : le client
- Lucien Paris : M. Branchu
- Olivier Darrieux : Étienne
- Jean Sylvain : Raphaël, le serveur du café
- Lucien Carol : l'inspecteur Benoît
- Germaine Géranne : Mme Arnaud
- Suzanne Desprès : Madame Blanche, la cartomancienne
- Emma Lyonel : la cliente
- Paul Franck : le docteur Philippon
- Fernand Dally : le chanteur de rue
- Jean-Marie Amato : un homme dans les autos-tamponneuses

## Comparaison avec le roman
- La victime s’appelle mademoiselle Noblet, une brave femme. Dans le roman, c’est une prostituée, Léonide Pacha, dite Lulu.
- Le voyou s’appelle Alfred au lieu d'Émile.
- La scène du bowling du roman n’apparaît pas dans cette adaptation.
- Alice dit à l’inspecteur venir de Rennes où elle était metteuse en plis (prêt-à-porter) et chercher du travail à Paris, mais elle est oisive. Elle est servante dans le roman.
- La preuve du crime est une photo au lieu d’une serviette tachée.
- Le docteur Varga n’existe pas dans le roman.
- La rencontre à l’Île des Loups entre monsieur Hire et Alice est une spécificité du film.
- Dans le film, le sac à main de la victime est caché derrière le radiateur chez Mr Hire. Dans le roman, le sac à main est trouvé dans un carton au fond de la garde-robe de monsieur Hire : l’inspecteur se retrouve dans la chambre de monsieur Hire avec le sac à main de la victime sur la table comme fausse preuve de la culpabilité de M. Hire.
- Dans le roman Hire est un juif russe qui s’appelait Hirovitch. Dans le film, il n’est pas précisé que Hire est juif, mais seulement suggéré dans une dialogue avec un policier :
  - « Hire c’est votre vrai nom ? »
  - « C’est l’abréviation d'Hirovitch »
  - « Vous êtes français ? »
  - « Né à Paris, dans le 14e arrondissement. »